# أبطال ونساء (فلم)
أبطال ونساء، هو فيلم مصري كوميدي رومانسي عرض سنة 1968 من إخراج محمد سلمان، وبطولة الممثلتين المصريتين نبيلة عبيد ومديحة كامل والمصارع اللبناني جان سعادة، وغيرهم.

## الحبكة
نبيل ووحيد شقيقان من أبطال المصارعة، أثناء مباراة نهائية في باريس، تدس فتاة المخدرات في حقيبتهما دون علمهما. بعودتهما إلى بيروت، تحاول العصابة، متمثلة في فتاتين ورجل، البحث عن المسروق، وتتمكن الفتاة دنيا من أن توقع وحيد في غرامها.

## الممثلون
ظهر في الفيلم مجموعة من الممثلين والرياضيين
- نبيلة عبيد في دور دنيا
- أندريه سعادة في دور نبيل
- جان سعادة قامت بدور وحيد
- سيلفيا كوليون
- مديحة كامل في دور هيام
- سامية شكري
- إبراهيم مرعشلي
- فوزي الكيالي
- خضر ناصر الدين
- جورجينا رزق
- قاسم حمية
- زكي حمود
- جوزيف معوض
- بمشاركة فرقة حسن بنات الرياضية

## فريق العمل
- إخراج: محمد سلمان
- تأليف: سيد المغربي
- مدير التصوير: غسان هارون
- مونتاج: ميشال تامر
- موسيقى تصويرية: علي إسماعيل
- إنتاج: الإخوان سعادة
- توزيع: فواز إخوان

## وصلات خارجية
- مقالات تستعمل روابط فنية بلا صلة مع ويكي بيانات